# Волфганг фон Мансфелд
Волфганг III фон Мансфелд-Фордерорт (на немски: Wolfgang III von Mansfeld-Vorderort; Wolf Diplomati; * 1575; † 15 май 1638 във Виена) е граф на Мансфелд-Фордерорт-Борнщет, офицер, пратеник на различни князе и на императорска служба през Тридесетгодишната война и Дългата турска война, накрая фелдмаршал и 1632 г. таен съветник.
Той е третият син на граф Бруно I фон Мансфелд-Фордерорт-Борнщет (1545 – 1615) и съпругата му графиня Кристина фон Барби-Мюлинген (1551 – 1605), дъщеря на граф Волфганг I фон Барби-Мюлинген (1502 – 1565) и Агнес фон Мансфелд (1511 – 1558), дъщеря на Гебхард VII фон Мансфелд-Мителорт. Брат е на Бруно III (1576 – 1644) и Филип (1589 – 1657), които по-късно влизат на императорска служба, и на Анна фон Мансфелд (1580 – 1620), омъжена 1598 г. в Борнщет за граф Ернст II фон Золмс-Лих-Хоензолмс (1563 – 1619).
След смъртта на баща му през 1615 г. той става заедно с братята си управляващ граф на линията Мансфелд-Фордерорт-Борнщет.
Волфганг служи през Дългата турска война на императорска страна в походите в Унгария. Той е пратеник на курфюрста на Саксония във Франция. През 1610 г. служи в саксонската войска. След това е на служба на Хесен щатхалтер на Дармщат. След това той отново е на служба в Саксония и е пратеник на Курсаксония при изборите на Фердинанд II.
Той започва императорска служба и през 1623 г. командант на Рааб/Дьор. Той носи жезела на Фердинад при коронизацията му за унгарски крал. През 1627 г. той става католик и императорът му подарява Ротенбург. През 1628 г. той е императорски комисар в бохемското народно събрание в Прага. Той става също щатхалтер на архиепископство Магдебург и на манастир Халберщат. През 1632 г. той защитава успешно Магдебург от нахлулите шведи.

## Фамилия
Волфганг се жени на 14/19 октомври 1618 г. за София Шенк фон Таутенбург († 23 януари 1636), вдовица на граф Фридрих Алберт фон Золмс-Зоневалде и Поух (1592 – 1615), дъщеря на Буркхард Шенк фон Таутенбург († 1605) и Агнес фон Еверщайн-Наугард († 1636). Те имат три деца:

- София Агнес (* 1619; † 20 януари 1677), омъжена на 4 декември 1640 г. за княз Максимилиан фон Дитрихщайн цу Николсбург (* 27 юни 1596; † 6 ноември 1655)
- Кристина Елизабет (* 1621; † 30 януари 1642 във Виена), омъжена на 11 март 1640 г. във Виена за Йохан Франц фон Траутзон граф цу Фалкенщайн (* 1609; † 26 март 1663 във Виена)
- Карл Адам фон Мансфелд-Фордерорт-Борнщет (* 1629; † 30 май 1662), граф на Мансфелд-Фордерорт-Борнщет, женен на 8 ноември 1654 г. за графиня Мария Терезия Игнация фон Дитрихщайн цу Николсбург (* 1639; † 5 февруари 1658), заварена дъщеря на сестра му София Агнес